# Зоринск
Зо́ринск (укр. Зоринськ) — город районного значения в Перевальском районе Луганской области Украины. С 2014 года находился под контролем управляемой из России марионеточной Луганской Народной Республики. В настоящее время под российской оккупацией.

## Географическое положение
Город расположен на правом берегу реки Лозовой, правого притока Лугани (бассейн Северского Донца.
Соседние населённые пункты: посёлки Еленовка на западе, Червоный Прапор, Ломоватка и Южная Ломоватка на северо-западе, города Брянка на севере и Артёмовск на северо-востоке, сёла Красная Заря, Новосёловка на юго-востоке, Малоивановка на юге, посёлки Байрачки и Софиевка на юго-западе.

## История
1 декабря 1878 года было открыто движение по Донецкой каменноугольной железной дороге, в том числе по её Луганской ветви (Дебальцево — Луганский завод). В этот же день на Луганской ветви была открыта станция IV класса Мануйловка (не путать с селом Мануйловка Еленовской волости Славяносербского уезда Екатеринославской губернии) и при ней возник посёлок, которому дал начало жилой дом для служащих железной дороги. В 1880 году станция Мануйловка уже присутствует в расписании движения поездов не только как станция прибытия/отправления, но и как раздельный пункт, на котором осуществлялась разминовка поездов: скрещивание встречных, пропуск и обгон попутных, так как дорога была на тот момент одноколейная.
Для снабжения станции водой в полутора верстах юго-западнее, в балке Бахмутской, был устроен пруд с водокачкой, соединённой со станцией водопроводом. Станция долгое время служила почти исключительно для погрузки и отправки флюса (известняка), добываемого в карьерах Малоивановки, Адрианополя и Софиевки, а также извести. Основной получатель — Донецко-Юрьевский металлургический завод. Возле станции были отведены арендные места и устроены склады для известняка, а недалеко от станции (примерно 800 метров в сторону станции Алчевское) стояли обжиговые печи для производства извести, связанные со станцией двумя конно-железными дорогами. Позднее на станции стали активно грузить и отправлять уголь, добываемый на близлежащих угольных копях.
Со станции Мануйловка осенью 1904 года провожали большую команду мобилизованных из окрестных сёл на русско-японскую войну, и священник Михайловской церкви (Еленовка) Андрей Щербиновский прямо на станции отслужил молебен, в котором активно участвовали (пели) до 200 человек. Зимой 1919 года на станции Мануйловка в теплушках стоял красный партизанский «Отряд соляных копей» т. Зеленого. Отсюда вначале 1919 года красные штурмовали Дебальцевский узел и здесь стоял красный бронепоезд с дальнобойными морскими орудиями, который обстреливал позиции белых.
Позднее, в 1930-х годах, недалеко от станции Мануиловка началось строительство шахты «Никанор», которое было завершено в 1938 году. Рядом с шахтой возник поселок шахты «Никанор».
В ночь на 2 сентября 1943 года в районе станции Мануиловка отдыхал 589 стрелковый полк 216 Сивашской Краснознаменной орденов Суворова и Кутузова дивизии. Полк отдыхал после скоротечного боя с немцами, произошедшего в 5 километрах восточнее станции Мануиловка, в ходе которого группа прикрытия отступающего противника была разбита.
В 1963 году город Зоринск был формально образован путем объединения поселка шахты «Никанор» и поселка станции Мануиловка.
В 1962 году здесь началось издание многотиражной газеты.
С 1963 года — город районного значения, основой экономики которого являлась добыча каменного угля.
В январе 1989 года численность населения составляла 9776 человек, основой экономики в это время по-прежнему являлась добыча каменного угля.
В мае 1995 года Кабинет министров Украины утвердил решение о приватизации находившегося здесь АТП-10965.

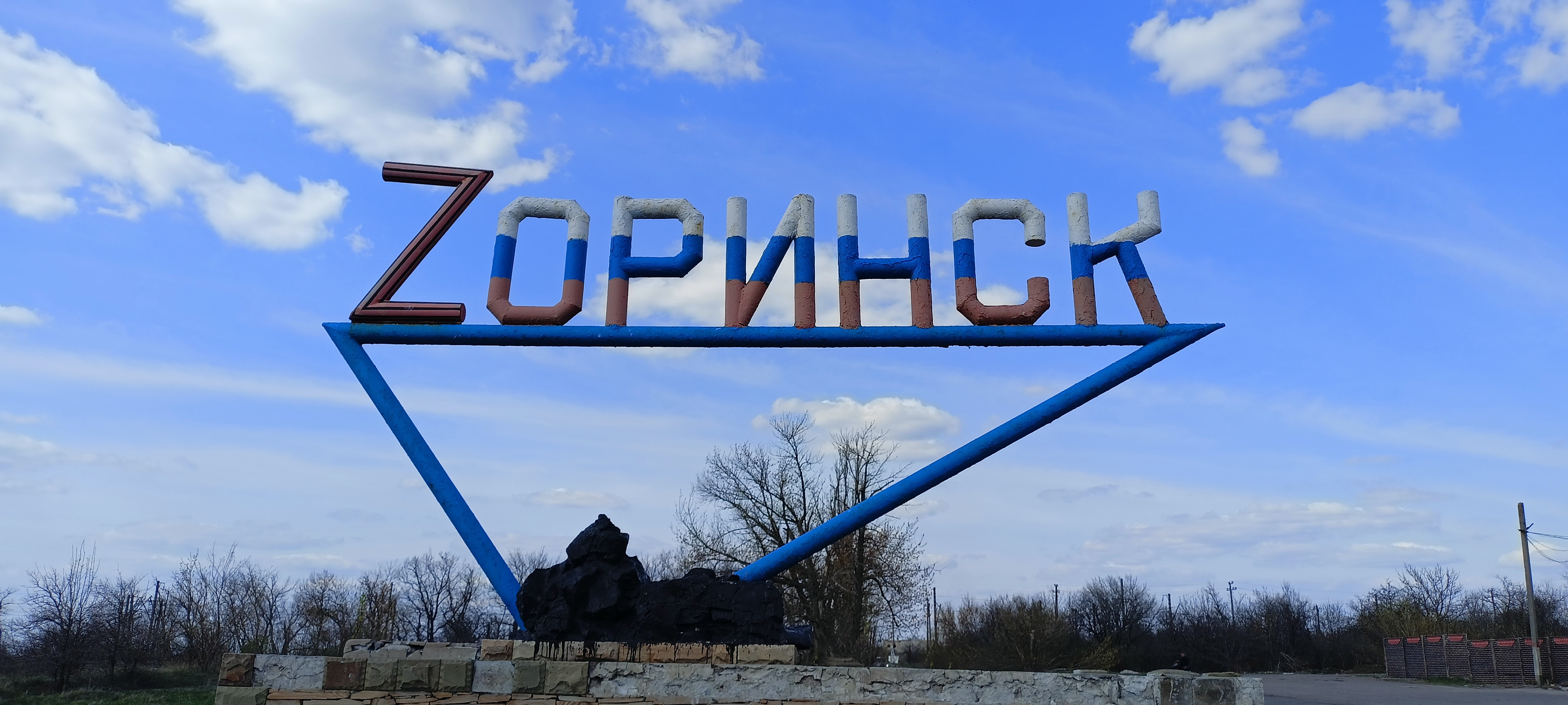

С весны 2014 года контролируется Луганской Народной Республикой.

## Население
В январе 2013 года численность населения составляла 7331 человек.

### Языковой состав
По данным переписи 2001 года 17,02 % населения города указали украинский язык родным, 82,74 % — русский, 0,24 % — другие языки.

## Экономика
Добыча каменного угля (ОПП "Шахта «Никанор-Новая» — ГП «Луганскуголь»).

## Транспорт
- Железнодорожная станция Мануиловка на железнодорожной ветке Дебальцево—Луганск[3][4] Донецкой железной дороги
- Автодорога М-04 Знаменка — Луганск — Изварино (на Волгоград, через Днепр, Донецк)

## Местный совет
94323, Луганская обл., Перевальский р-н, г. Зоринск, ул. Ленина, 8